# Nakhtxivan
|  | Per a altres significats, vegeu «Nakhitxevan». |

La República Autònoma de Nakhtxivan (en àzeri, Naxçıvan Muxtar Respublikası) és un territori del sud del Caucas pertanyent a l'Azerbaidjan, enclavat entre Armènia al nord i a l'est, i l'Iran al sud i a l'oest. Té una extensió de 5.500 km² i una població de 414.900 habitants (2011). Durant l'època soviètica, era coneguda amb el nom rus de Nakhitxevan.
La capital de la república autònoma és la ciutat de Naxçıvan, nucli comercial i centre cultural, seu de la Universitat Estatal de Nakhtxivan.

## Divisió administrativa

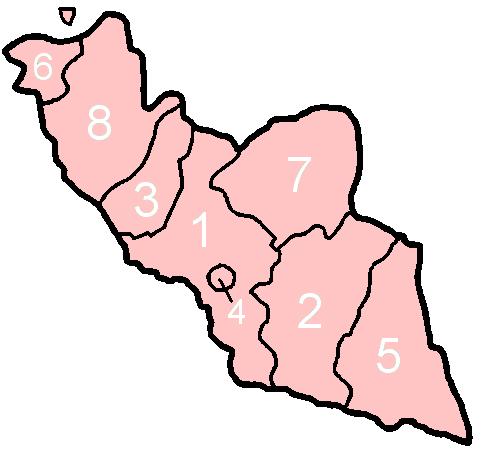
Subdivisions de Nakhitxevan.

El territori està dividit en 8 raions (districtes) i una municipalitat especial, la capital Naxçıvan.
| Referència al mapa | Divisions administratives             | Capital        | Tipus         | Àrea (km²) | Població (est. Gen 2008) | Notes |
| ------------------ | ------------------------------------- | -------------- | ------------- | ---------- | ------------------------ | --- |
| 1                  | Babek (raion) (Babək)                 | Babek (ciutat) | Raion         | 1.170      | 68.800                   | Abans Nakhtxivan; rebatejada en honor de Babek el Khurramita, el 1991                                                                           |
| 2                  | Julfa (Culfa)                         | Julfa          | Rayon         | 1.000      | 39.600                   | També Jugha o Dzhulfa. |
| 3                  | Kangarli (Kəngərli)                   | Givraq         | Rayon         | 682        | 26.600                   | Segregat de Babek el març 2004 |
| 4                  | Ciutat de Nakhchivan (Naxçıvan Şəhər) |                | Municipalitat | 130        | 71.200                   | Segregada de Babek, 1991 |
| 5                  | Ordubad                               | Ordubad        | Rayon         | 970        | 43.600                   | Segregada de Julfa durant l'època soviètica |
| 6                  | Sadarak (Sədərək)                     | Heydarabad     | Rayon         | 150        | 13.600                   | Segregada de Sharur el 1990; inclou l'exclavament de Karki a Armènia (ocupat per Armènia)                                                       |
| 7                  | Shakhbuz (Şahbuz)                     | Shahbuz        | Rayon         | 920        | 22.000                   | Segregat de Nakhtxivan durant l'època soviètica. El territori correspon al districte de Čahuk (Չահւք) de la històrica Siunia a l'antiga Armènia |
| 8                  | Sharur (Şərur)                        | Sharur         | Rayon         | 478        | 99.000                   | Antigament Bash-Norashen, i des del 1924 com Ilyich (en honor de Vladimir Ilyich Lenin) fins al 1990.                                           |
|                    | Total                                 |                |               | 5.500      | 384.400                  | |

## Història
Els grecs i romans anomenaven la capital Naxuana (Ναξουὰνα), que en grec vol dir 'aigua dolça'. Armènia fou ocupada pels àrabs sota Uthman ibn Habib ibn Maslama; grups àrabs es van establir a la zona i quan, el 705, els àrabs van massacrar els caps armenis, la ciutat va passar a ser musulmana com ja ho era la comarca.
Va ser governada pels sàdjides en nom del califat (889-929), encara que vers el 900 va passar als bagràtides temporalment, però per poc de temps, i retornà als sàdjides. Després del 929, la vila va quedar en mans de l'emir de Coltene (Ordubad), creat per un antic vassall sàdjida. L'emir de Coltene o Ordubad, encara que probablement vers el 975 es va haver de sotmetre a l'emir shaddàdida de Gandja, Lashkari, va governar la regió fins al 987, any en el qual l'emir Abu Dulaf fou derrotat pel rawwàdida Abul Haidja, que va ocupar la ciutat i tota la zona, i va continuar fins a Dvin, al nord-oest, ciutat que se li va sotmetre igualment.
El 988, l'emir Abul Haidja va morir durant una expedició a Baspracània i el seu fill i successor Mamlam ibn Abul Haidja va signar un tractat de pau amb Simbaci II, però immediatament va perdre Dvin davant Abu Dulaf, que havia recuperat Coltene (vers 989), que la va tenir un temps per després perdre-la vers el 993 a mans de Gagik I d'Ani (989-1020). Abu Dulaf, davant d'una gran coalició armènia, es va retirar a les seves possessions a l'Arran. El shaddàdida Fadl I de Gandja, es va apoderar de Coltene i Nakhitxevan en una data indeterminada anterior al 1021 (quan va imposar tribut a Ani). El seu fill Abul Aswar Shawur fou nomenat governador de Dvin mentre Fadl I governava a Gandja i probablement a Coltene. Després, Abul Aswar (o Abul Uswar) va exercir el domini de totes les possessions shaddàdides (que incloïen la regió de Nakhitxevan) del 1049 al 1067.
El 1054, es va haver de declarar vassall del seljúcida Toghril Beg I. Va morir el 1067 i el va succeir el seu fill Fadl II, que va ser fet presoner pels georgians i Arran va passar temporalment al shirwanshah Fariburz ibn Salar. L'any següent, el general eunuc Sawytigin (dels seljúcides) va anar a Arran i va trobar una família dividida, però Fadl II ja hi tornava a governar; el 1073 el va succeir Fadl III. El 1075, Sawtigin hi va tornar i va deposar Fadl III i els seus dominis annexats a l'Imperi seljúcida (el Gran Saldjuk). Una branca va subsistir Ani. De la forma inicial de Nashawa es va passar, sota els seljúcides, a Nakdjuwan, que es va imposar sota els mongols.
Amb la descomposició del poder seljúcida, fou part del domini d'Ildegiz i dels ildegízides sota els quals Nakhitxevan fou una de les seves principals residències, deixant nombroses construccions a la capital. Fou Kizil Arslan Uthman (1186-1191), atabeg d'aquesta dinastia, el que va cedir territoris en feu als prínceps armenis Orbelian de Siunia i Girdyaman, que van subsistir sota els mongols i fins al segle xv. Finalment, el 1225, el darrer atabeg Muzaffar al-Din Uzbeg va cedir la regió al xa de Coràsmia Djalal al-Din Manguberti. Aquest fou eliminat pels mongols el 1230. La ciutat de Nakhitxevan fou devastada pels mongols i va quedar quasi despoblada com testimonia Rubruck, que la va visitar el 1253.
Fou part del kanat il-kànida fins al 1335, i després va passar als cobànides eliminats per l'Horda d'Or el 1357. Després d'un breu domini dels jalayàrides, va passar als kara koyunlu, que la van perdre a Tamerlà al final del segle xiv. Durant la primera meitat del segle xv, fou disputada entre els kara koyunlu i els timúrides i els primers es van imposar, però al seu torn foren eliminats pels aq qoyunlu a la segona meitat del segle. El 1502, va passar als safàvides i formà part del govern de l'Azerbaidjan. El 1589, fou ocupada pels turcs i recuperada pels perses el 1604; els otomans van contraatacar i van recuperar el territori fins que, el 1620, va passar definitivament als perses (excepte una breu ocupació turca del 1635 al 1636).
El 1722, Pèrsia fou conquerida pels ghilzais afganesos i, tot seguit, els otomans van ocupar Nakhitxevan i altres territoris; el 1736, Nadir Shah (dinastia afshàrida) va derrotar els turcs i va recuperar la regió; a la seva mort, el 1747, es va constituir en kanat de Nakhitxevan.
Kalb Ali Khan ibn Heydaroglu fou estrangulat per ordre d'Agha Muhammad Shah, sobirà qadjar de Pèrsia. Després, hi van haver dos "naibs" nomenats pels russos (Ihsan Khan i Shaykh Ali Beg). El 1828, va passar a Rússia pel tractat de Turkmanchai i el riu Araxes en va delimitar la frontera; el darrer kan fou Karim Khan Kangarli fins al 1834, en què fou annexionat a Rússia. Fou sota els russos que les parts destruïdes de la ciutat es van restaurar. Tenia llavors el territori 41.664 habitants. El 1913, el districte (uyzed) tenia 86.878 habitants i el 1913 havia passat a 121.365 habitants.
Després de la revolució, va formar part de la República Federal de Transcaucàsia (creada el 26 de març del 1918), que després d'un breu període d'autonomia de Rússia va esdevenir independent (22 d'abril del 1918); el dia 26 de maig del 1918, la República Federal quedà formalment dissolta i el Musavat va proclamar una república a Gandja amb els tres districtes occidentals (28 de maig del 1918), mentre els comunistes en controlaven la resta; Nakhitxevan, Zangezur i Karanagh van quedar dins la República Democràtica d'Armènia; la part oriental de l'Azerbaidjan va quedar en mans dels bolxevics. Les forces otomanes van avançar per Armènia el maig i eren a Gandja el juny (la República de Gandja va quedar sota ocupació militar turca el juny i el seu govern va esdevenir un titella otomà. La República d'Armènia va haver de signar el tractat de Batum de 4 de juny del 1918 amb l'Imperi Otomà, pel qual reconeixia la regió de Nakhitxevan (ocupada per les forces turques i amb part de la població turcòfona) com a part del govern del Musavat a Gandja, que ara era aliat dels turcs. El setembre, els turcs i el Musavat ocupaven Bakú i els districtes orientals.
Després de l'armistici de Mudros (30 d'octubre), el otomans es van retirar de l'Azerbaidjan i davant la imminent recuperació de Nakhitxevan pels armenis, els turcs del Mussavat van proclamar a la ciutat de Nakhitxevan la República de l'Araxes o d'Arak sota Djafar Kuli Khan (Jafarkuli-Khan), que estava sota control del govern del Musavat de Gandja, i des del desembre del 1918 del parlament que el Mussavat havia format a Bakú; els armenis van envair el territori (26 de gener del 1919). El maig, tropes aliades britàniques van desembarcar a Batum i el 16 de maig del 1919 els turcs es van haver de retirar, i el juny els armenis podien ocupar Nakhitxevan amb suport britànic. La lluita no obstant va seguir a la zona. El novembre del 1919, tropes britàniques van retornar a Bakú i el 15 de gener del 1920 el govern de l'Azerbaidjan fou reconegut per les potències, amb Fatali Khan com a primer ministre (els britànics van romandre a Bakú fins a l'abril).
Després de l'evacuació britànica, el 16 de maig del 1920, els comunistes van prendre el poder a l'Azerbaidjan i va esclatar la guerra contra Armènia per la possessió de Nakhtxivan, Zangezur i l'Alt Karabakh, regions en poder dels armenis i que els àzeris reclamaven. Els nacionalistes turcs també s'havien revoltat contra el tractat de Sèvres i atacaven Armènia, que rebia ajuda en armament de la Gran Bretanya. Al juny, Armènia, atacada per dos fronts, va pactar un alto el foc amb l'Azerbaidjan amb la promesa d'accedir a totes les seves peticions, i el 28 de juliol del 1920 els comunistes àzeris, dirigits per Mustafà Baktashev, amb suport dels turcs, van prendre el poder a Nakhtxivan i hi van proclamar la República Soviètica, però els armenis encara hi resistien. Al setembre, un acord de pau entre Armènia i l'Azerbaidjan va posar fi a la guerra, i Armènia va renunciar finalment als territoris en litigi i va reconèixer el govern de Nakhtxivan. Ja en el poder els comunistes a Armènia, el 2 de desembre del 1920, van signar el tractat de pau d'Aleksandrópol renunciant a crear la Gran Armènia, i reconeixent expressament la sobirania de l'Azerbaidjan sobre Nakhitxevan, Zangezur i Karabagh.
El 16 de març del 1921, es va organitzar com a regió autònoma dins de la República Socialista Soviètica de l'Azerbaidjan. Juntament amb l'Azerbaidjan, dins de la República Federativa Socialista Soviètica de Transcaucàsia, va entrar a la Unió Soviètica. El 9 de febrer del 1924, va ser elevada a República Socialista Soviètica Autònoma. Durant el període soviètic no es registraren fets importants.
El 1989, fou una de les primeres regions on sorgí el nacionalisme àzeri. Les limitacions a l'autonomia pel Soviet Suprem de la Unió Soviètica el 28 de novembre del 1989 van portar al soviet local a declarar la independència de l'URSS, però no de l'Azerbaidjan, el gener del 1990, proclamació que al cap de pocs dies fou anul·lada. El 19 de novembre del 1990 fou reconeguda com a república autònoma dins l'Azerbaidjan.

## Mapa de Nakhtxivan
L'Enciclopèdia Soviètica d'Armènia publicà una sèrie de mapes entre els quals hi ha el de la regió baspracània de Nakhtxivan.

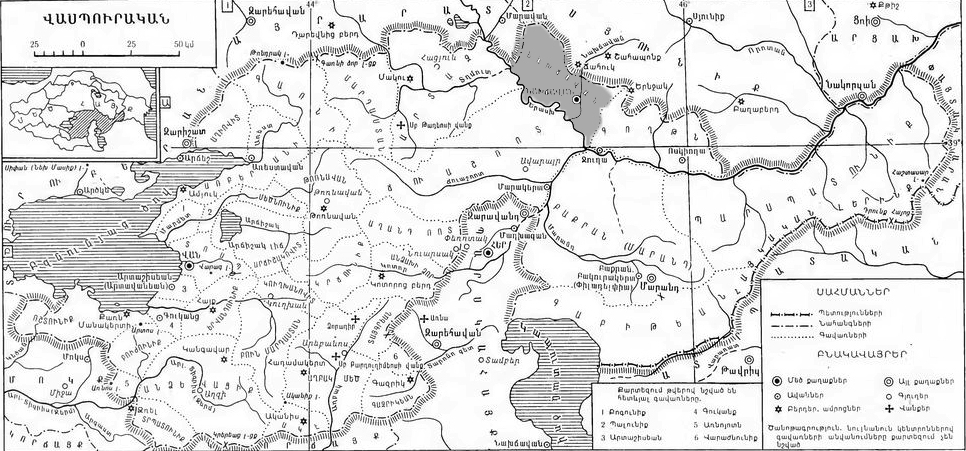
Mapa de la regió baspracània de Nakhtxivan ombrejada al nord de l'estany Urmia. Enciclopèdia Soviètica.

## Banderes
La República Soviètica del 1920-1921 (que fou independent jurídicament) va utilitzar la bandera del partit comunista de l'Azerbaidjan (Hummet), que era vermella amb una mitja lluna i un estel blanc al cantó.
Com a República Socialista Soviètica Autònoma, s'informa de dues banderes, probablement datades el 1924 i 1926. La primera, vermella amb cantó verd (delimitat per fimbriat groc o daurat) i dins del verd les inicials NIŞÇ, a sota de les quals les mateixes en caràcters aràbics, en groc o daurat. En la segona, el cantó passa a ser vermell i les inicials només apareixen en caràcters llatins, NIŞC.
La bandera vermella amb inicials daurades al cantó es va establir el 1937. S'informa de diverses variacions:
- Nom complet de la República matriu sota falç i martell, en àzeri i a sota en armeni; a sota, en caràcters més petits, el nom de la república pròpia en àzeri i armeni.
- La mateixa amb les sigles de la república matriu en lloc del nom complet i només en àzeri; a sota, el nom complet de la república pròpia en àzeri i armeni.
- Les sigles en àzeri de la república matriu i, a sota, el nom complet de la república pròpia només en àzeri

La inscripció en armeni desapareix després del 1940, quan l'àzeri comença a escriure's amb caràcters ciríl·lics. Les banderes van passar a ser com el darrer model (sigles de la república matriu i a sota el nom de la república pròpia complet), però escrit en caràcters ciríl·lics; la falç i martell sobre les lletres hauria continuat.
El model es va modificar el 1956 a una bandera vermella amb franja blava a la part inferior i nom de la república en àzeri (ciríl·lic), al cantó sota la falç i el martell, ara a més amb l'estrella. El 1978, apareix el mateix model però amb el nom de la república centrat al damunt de la franja blava en lletres més grans que abans.
La bandera que se suposa que és l'actual fou utilitzada després de la caiguda de la Unió Soviètica, i és similar a la de l'Azerbaidjan, però amb la franja central vermella de doble amplada i la franja inferior groga en lloc de verda, amb la mitja lluna i l'estel al centre també de color groc. El fet que no s'hagi pogut fotografiar mai fa pensar que aquesta bandera no era en realitat de la república, sinó una mala versió de la bandera de l'Azerbaidjan.